# Harold Baumann

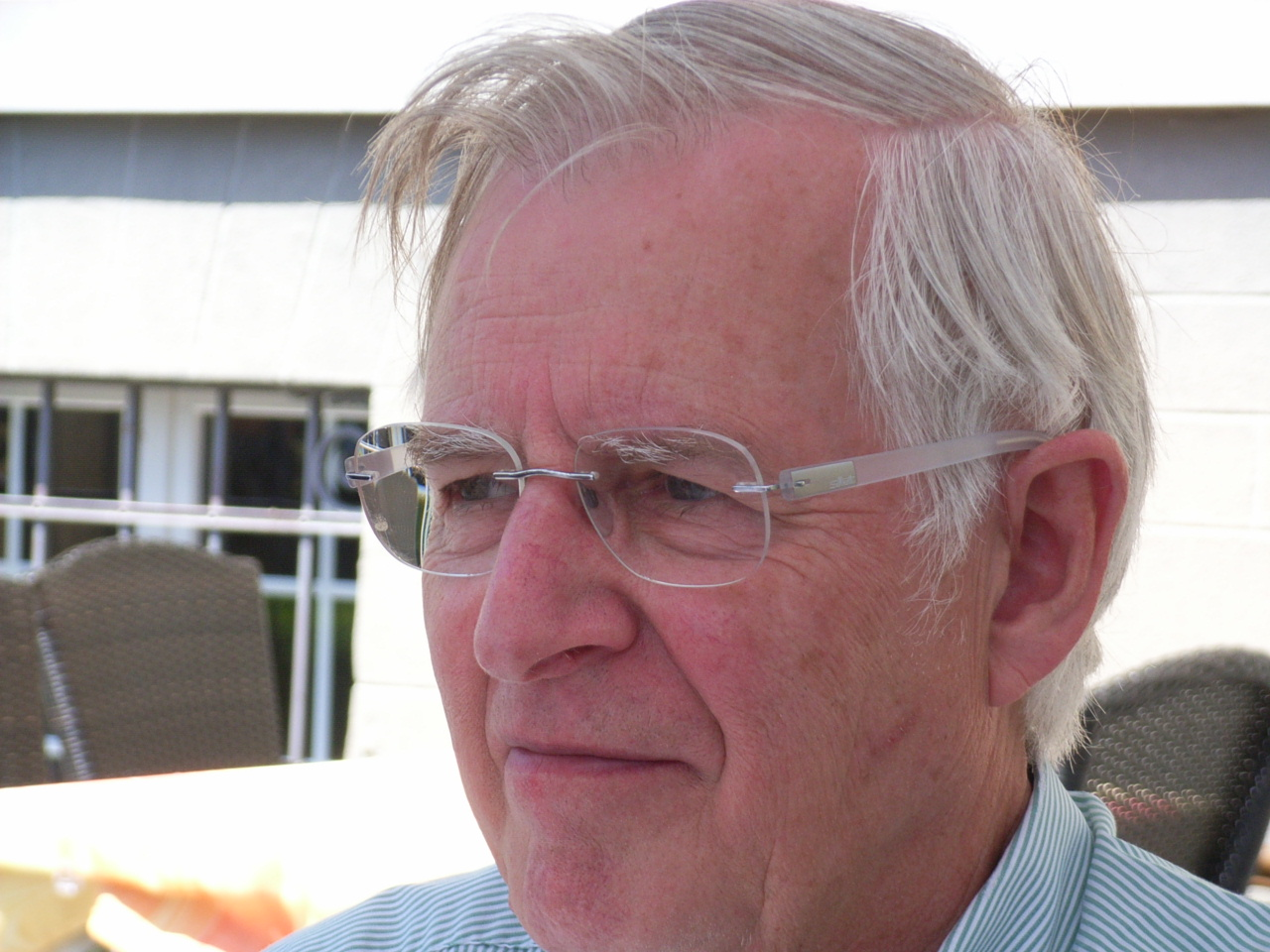
Harold Baumann 2011

Harold Frank Baumann (* 12. Juli 1941 in Bern) ist ein Schweizer Naturwissenschaftler. Ausserdem hat er als Förderer, Chronist und Autor die Montessori-Pädagogik in der Schweiz vorangebracht.

## Leben
Baumann wurde als Sohn von Erwin Friedrich Baumann (1890–1980) und der Russlandschweizerin Rita Baumann-Keller (1915 – 1962) in Bern geboren. Er verbrachte seine Kindheit und Jugendzeit in Faulensee, besuchte das Gymnasium Thun. 1963 heiratete er Claudine Françoise Closuit.

## Naturwissenschaft
Baumann studierte an der ETH Zürich Naturwissenschaften und promovierte 1968 am Laboratorium für Organische Chemie der ETH Zürich bei  Edgar Heilbronner. Anschliessend verbrachte er ein Jahr als Postdoktorand an der Tokio Universität bei  Saburo Nagakura. 1970 kehrte Baumann mit seiner Familie nach Zürich zurück und arbeitete bis zu seiner Pensionierung als wissenschaftlicher Mitarbeiter am Laboratorium für Organische Chemie an der ETH Zürich. Für seine wissenschaftlichen Arbeiten wurde ihm 1983 der Ružička-Preis verliehen.

## Montessori-Pädagogik
Durch seine Frau, welche 1961 bei einer Schülerin und engen Vertrauten von Maria Montessori, Giuliana Sorge, eine Montessori-Ausbildung in Rimini (Italien) absolvierte und 1976 die erste private Montessori Schule in Zürich eröffnete, lernte Baumann die Montessori-Pädagogik kennen und setzte sich seither zunehmend historisch und wissenschaftlich mit dieser Methode auseinander.
Baumann war 1982 Mitbegründer der Sektion der deutschen und rätoromanischen Schweiz der Assoziation Montessori (Schweiz) und bis 2004 deren Präsident. Unter seiner Initiative entstand 1987 und 1988 der erste schweizerisch-deutsche Montessori-Ausbildungskurs und fanden 1994 und 1998 die ersten schweizerischen nationalen Ausbildungskurse statt.
1997 hat er den Namensschutz in der Schweiz erwirkt, um den Missbrauch der Marke Montessori zu verhindern.
Baumann war Herausgeber und wissenschaftlicher Bearbeiter der Erstübersetzung ins Deutsche des Buches «Psychoarithmetik» (in 3 Teilen 1989 bis 2010), welches auf der spanischen Originalausgabe von 1934 sowie auf der italienischen Erstausgabe 1971 beruht.
Auf der Grundlage jahrzehntelanger Recherchierarbeit schrieb Baumann ein Buch über die Geschichte der Montessori-Bewegung in der Schweiz Hundert Jahre Montessori-Pädagogik 1907-2007 - Eine Chronik der Montessori-Pädagogik in der Schweiz, welches 2007 erschien.
2012 wurde das bereits in deutsche Sprache übersetzte Buch "Psychoarithmetik" von Baumann textkritisch überarbeitet und erschien dann im Herder Verlag in der von Harald Ludwig herausgegebenen Reihe «Gesammelte Werke von Maria Montessori».
Baumann ist langjähriges Redaktionsmitglied der Zeitschrift «Montessori» der Deutschen Montessori-Vereinigung.

## Publikationen
- Modifikation der "Extended Hückel" Theorie / Ab-Initio-Rechnung mit minimaler Basis von Gauss-AO-Funktionen, Diss. Nr 4283 Naturwiss. ETH Zürich, 1968
- The Radical Anion and the Dianion of [16]Annulene, J. Amer. Chem. Soc. 1972, 94, 3498.
- The Electronic Structure of C-Nitroso-Compounds, Tetrahedron 1976, 32, 467.
- Importance of Electron Correlation in Computing Molecular Energies and Structures of Annulenes, J. Amer. Chem. Soc. 1978, 100, 7196.
- The Low Temperature UV/vis Absorption Spectrum of [18]Annulene, Helv. Chim. Acta 1982, 65, 1885.
- Photoelectron Spectra of Benzo[b]biphenylene and Dibenzo[b,h]biphenylene, J. Chem. Soc., Faraday Trans. II 1986, 86, 183.
- Electronic Spectra of Dibenzo[b,h]biphenylene.,J. Chem. Soc. Faraday Trans. II 1988, 84, 417.
- Energy Surface Calculations of Cope Rearrangements by Spin Projection, Supercomputing Projects 1990, p. 12.
- The Low Temperature Uv./vis. Absorption Spectrum of [14]annulene, Helv. Chim. Acta 1995, 78, 679.
- Semiempirical Computation of Large Organic Structures and their UV/Vis Spectra: Program Description and Application to a Poly(triacetylene) Hexamer and Taxotere, J. Comput. Chem. 1999, 20, 296.
- Density Functional Study of the Oxy-Cope Rearrangement, Helv. Chim. Acta, 2001, 84, 124.
- Elisabeth Rotten, Pazifistin und Pädagogin 1882-1964, Bulletin de l'Asociation Montessori Suisse 15/22, 1983
- Psychoarithmetik = Psicoaritmética von Maria Montessori, herausgegeben und eingeleitet von H. Baumann, übersetzt von H. Baumann und J. Marty, Band 1–3, Edition Paeda media, 1981–2010, ISBN 3-7241-0034-5
- Montessori-Pädagogik (mit C. Baumann-Closuit), Stiftung Pro Juventute, Sonderheft 67 (4), 1987
- On the Historical Background of the Montessori-Piaget Relations, Communications (Association Montessori Internationale) 2–3, 1999, ISSN 1877-539X
- Montessori-Pädagogik und Faschismus - eine Entgegnung, in Impulse der Reformpädagogik Band 10, LIT Verlag Münster, 2005, ISBN 3-8258-8429-5
- Hundert Jahre Montessori-Pädagogik 1907-2007 - Eine Chronik der Montessori-Pädagogik in der Schweiz, Haupt Verlag Bern, 2007, ISBN 978-3-258-07092-6
- Psychoarithmetik von Maria Montessori, textkritisch bearbeitet und eingeleitet von H. Baumann, Herder Verlag Freiburg, 2012, ISBN 978-3-451-32522-9
- Giuliana Sorge - eine kongeniale Mitarbeiterin von Maria Montessori, in Zeitschrift für Montessori-Pädagogik, Sonderausgabe, Deutsche Montessori-Vereinigung, 2018, ISSN 0944-2537
- Zur Beziehung von Maria Montessori mit Ilse und Herbert Axster, in Zeitschrift für Montessori-Pädagogik, Deutsche Montessori-Vereinigung, 2020, ISSN 0944-2537